# La Poste

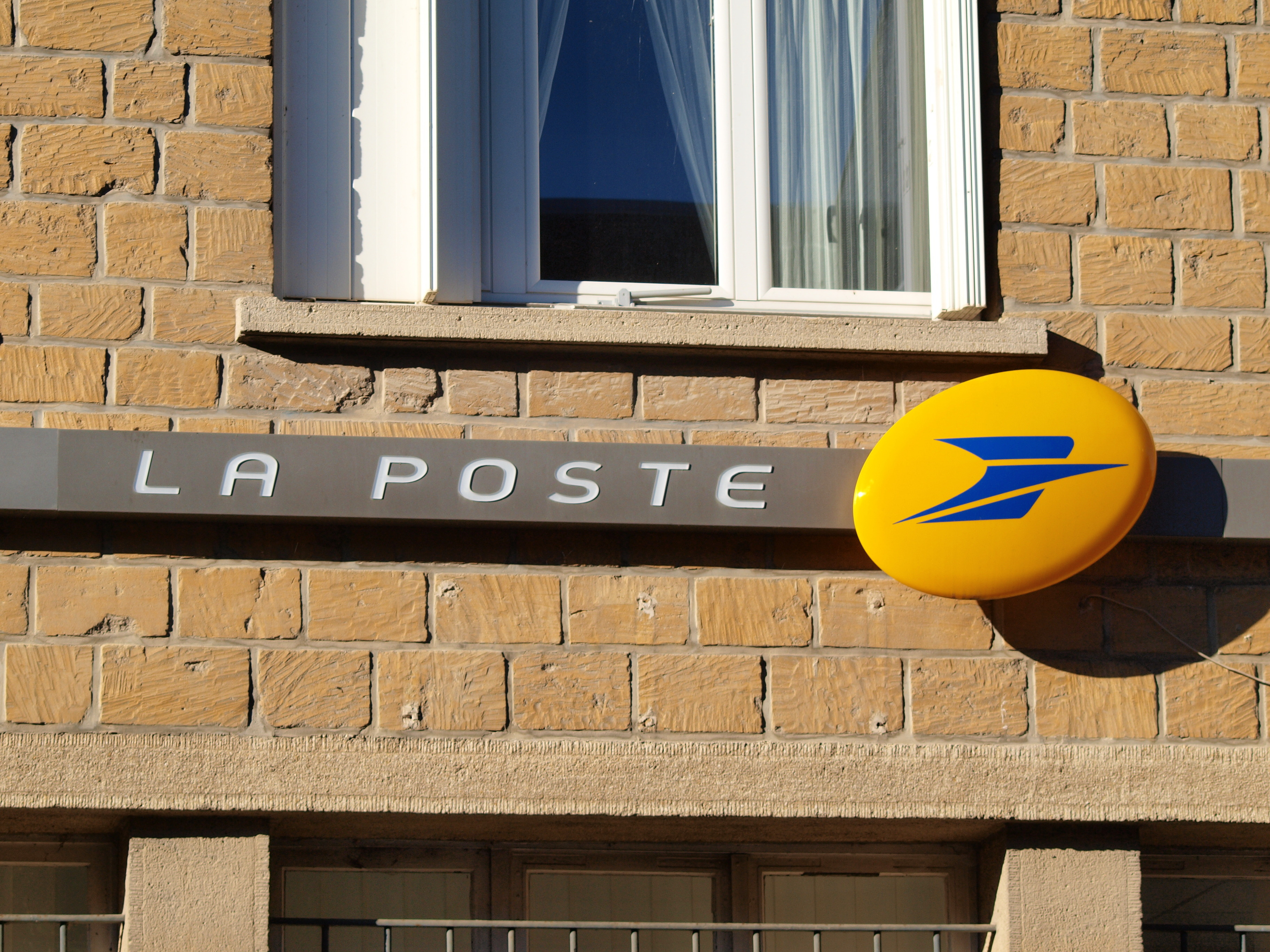
L'insegna di un ufficio postale.

La Poste è il principale operatore postale nella Francia metropolitana e nelle sue regioni d'oltremare. In base ad accordi bilaterali, La Poste ha anche la responsabilità dei servizi postali a Monaco tramite La Poste Monaco e ad Andorra insieme alla società spagnola Correos. 
Riconosciuto dall'Unione Postale Universale, dal 23 marzo 2010 è una società anonima a capitali pubblici.
La poste fa parte del Groupe La Poste, che comprende una banca e una compagnia assicurativa (La Banque Postale), una società di servizi logistici (Geopost) e un operatore di rete mobile (La Poste Mobile). Nonostante le attività postali in declino esse rappresentano ancora buona parte del fatturato della società. Altre attività come i servizi logistici e bancari sono invece in crescita.

## Storia
La Poste è uno dei più grandi servizi postali al mondo, le cui origini risalgono al servizio postale reale francese fondato nel 1576. 
Durante la Rivoluzione francese i servizi postali francesi divennero progressivamente un servizio completamente pubblico e continuarono la loro modernizzazione. Gli ordini postali furono creati nel 1817 e i francobolli furono introdotti nel 1849, pochi anni dopo la loro invenzione in Regno Unito. Dal 1832 la consegna postale divenne giornaliera anche nelle aree rurali. 
Poste e telegrafi furono uniti in un'unica amministrazione dal governo francese nel 1879, dando vita alla P&T ("Postes et télégraphes") che in seguito divenne la PTT ("Postes, télégraphes et téléphones").
La sua forma attuale risale al 1991, tre anni dopo la separazione delle attività telefoniche (unite fino ad allora sotto l'insegna PTT).

## Attività
La Poste ha sede a Parigi e ha oltre 17.000 centri postali in tutta la Francia, di cui 6.000 gestiti in collaborazione con i comuni, rappresentando il più grande fornitore di recapito postale di tutto il paese.
La società è attiva anche nei servizi finanziari, con La Banque Postale, che ha oltre 10 milioni di clienti attivi, nella telefonia con La Poste Mobile, e nelle consegne con GeoPoste Chronopost.
Nel 2001 tramite Geopost ha acquistato la Dynamic Parcel Distribution, la quale controlla l'85% della società di spedizioni BRT.
La Poste offre tre diverse tariffe per l'invio di posta: prima classe, seconda classe e lettera verde. Quest'ultima opzione è stata aggiunta nel 2011 per offrire un'alternativa ecologica alle tariffe regolari.

## Logo
Il giallo è il colore principale delle attività postali dagli anni '60. Precedentemente i furgoni erano di colore verde e le cassette postali blu. Fu scelto il colore giallo per la sua facile visibilità e per il fatto che può essere associato all'idea di luce e velocità. 
Il logo di La Poste è stato creato dal cartellonista Guy Georget e rappresenta un uccello che simboleggia un messaggero.